# مارسل لامبر (بازیکن فوتبال)
مارسل لامبر (فرانسوی: Marcel Lambert‎؛ زادهٔ ۱ ژانویهٔ ۱۸۷۶ - درگذشت نامشخص) بازیکن فوتبال اهل فرانسه بود.
وی به همراه تیم ملی فوتبال فرانسه در بازی‌های المپیک تابستانی ۱۹۰۰ شرکت کرده و به مدال نقره دست پیدا کرده‌است.